# アンリ・ルコック

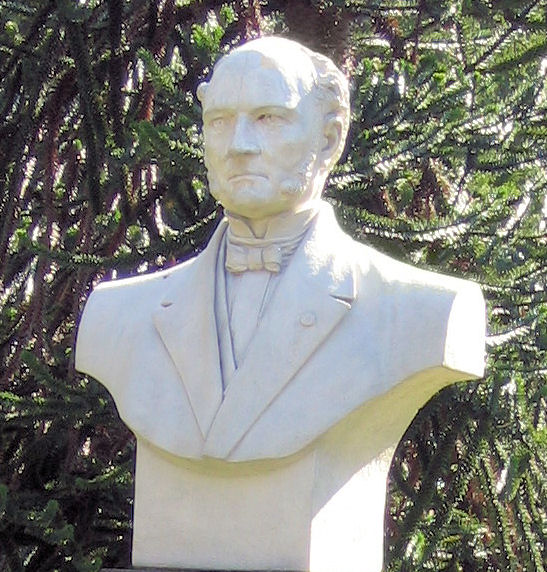
ルコック植物園の胸像

アンリ・ルコック（Henri Lecoq、1802年4月18日 - 1871年8月4日）はフランスの植物学者である。クレルモン＝フェランの植物園長などを務めた。
アヴェーヌ＝シュル＝エルプで生まれた。パリの薬学高等学院で学んだ。後にクレルモン・フェラン大学となる学院で博物学を教え、植物園の園長を務めた。ピュイ＝ド＝ドーム県の中央農学協会の副会長も務めた。著書に"Principes élémentaires de botanique" (「植物学の基本」1828), "De la toilette et de la coquetterie des végétaux" (1847), "Botanique populaire" (「1862), "Considérations sur les phénomènes glaciaires de l’Auvergne" (「オーヴェルニュの氷河に関する考察」1871), Étude de la géographie botanique de l’Europe (「ヨーロッパの植物学地理に関する研究」1854)などがある。生涯に10,000に達する標本を集め、ルコックの屋敷は市が買い上げて、アンリ・ルコック自然史博物館（Muséum d'histoire naturelle Henri-Lecoq）となり、ルコックの集めた標本は寄付されて自然史博物館に保存されている。クレルモン·フェランの植物園はルコック植物園（Jardin Lecoq）と改名された。